# De ordine

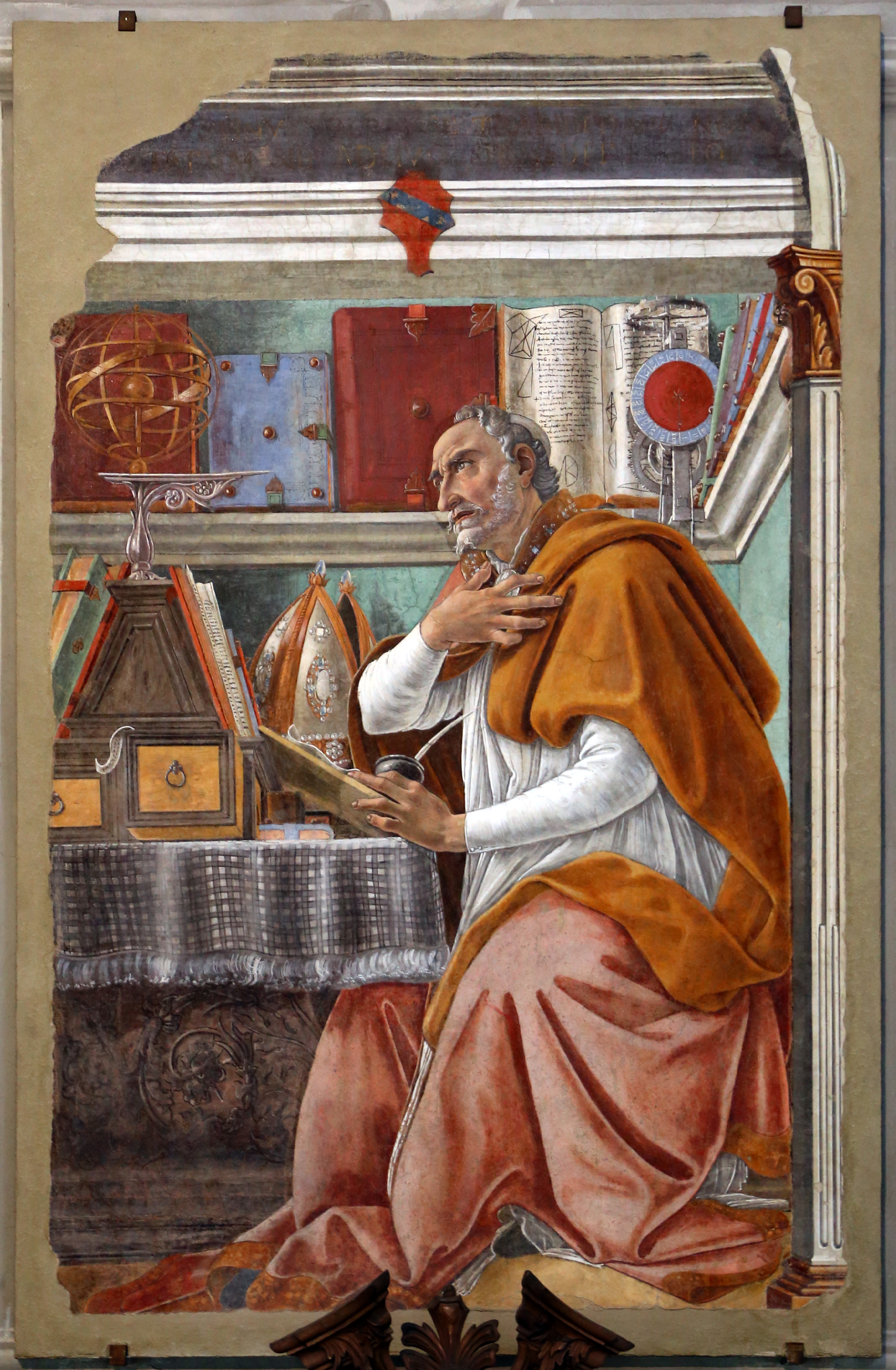
Sant'Agostino (affresco di Sandro Botticelli, 1480).

Il De ordine (dal latino: "Sull'ordine") è un trattato filosofico di sant'Agostino d'Ippona. Fu scritto nel tardo autunno del 386 a Cassiciaco, vicino all'attuale Milano, ed è in forma di dialogo.

## Contesto
Dopo aver abbandonato l'attività di insegnante di retorica, Agostino si ritirò nella tenuta dell'amico Verecundus a Cassiciaco con alcuni degli alunni affidati a lui e alla madre. Lì non solo si ristabilì dai suoi disturbi fisici, ma praticò anche un'educazione per i suoi studenti che risultava in opposizione con la sua precedente attività didattica e che mirava a coltivare la loro coscienza morale e religiosa oltre alla loro formazione linguistica, intellettuale e artistica. A questo scopo, Agostino strutturò la vita quotidiana nella tenuta in momenti ben definiti, dando così un ordine chiaro ai suoi studenti e a se stesso. Prima dell'alba, Agostino si riuniva con i suoi studenti per le preghiere del mattino, prima che essi proseguissero gli studi o partecipassero ai lavori della tenuta. Nel pomeriggio, gli studenti si applicavano sotto la supervisione di Agostino e leggevano testi di Cicerone, Platone e Virgilio, tra gli altri, che di solito venivano discussi a lungo. Le opere di Agostino, scritte a Cassiciaco, sono trascrizioni dei dialoghi che Agostino era solito tenere con i suoi studenti e che facevano parte delle lezioni. Oltre all'opera De Ordine, vi sono anche il De Academicis, il De beata vita e i Soliloquia.
Il dialogo enfatizza una discussione sulla teodicea, rigettando la soluzione del manicheismo e concludendo con un'aporia. Gli elementi scenici negativi (la cattiva salute di Agostino, la notte e le tenebre, il giorno che sorge, la sporcizia e la bruttezza, i galli che combattono) si ricollegano alla luce o al giorno pieno, alla purezza, alla salute, alla vittoria e al bello, rimandando ad una realtà che si trova ad un livello ontologicamente più alto e infine all'onnipotente creatore divino. In questi dualismi, l'ambientazione nella tenuta di Cassiciaco richiama l'immaginario manicheo, rivolgendosi anche a questo tipo di pubblico. L'opera affronta anche la questione del tempo.

## Contenuto

### Il primo libro

#### Introduzione
Nella prefazione al De Ordine, Agostino si rivolge all'amico Zenobio, spesso citato soprattutto nelle prime opere. In essa descrive la ricerca dell'ordine delle cose e dell'ordine del mondo nel suo complesso, che è uno dei problemi più difficili da cogliere per l'uomo.

#### Il primo dialogo
Il punto di partenza del primo dialogo è una conversazione notturna nella camera da letto di Agostino e dei suoi due allievi Licenzio e Trigezio. La conversazione è provocata dal gorgoglio irregolare di un ruscello, che porta a una discussione sulla fonte di questa irregolarità e, di conseguenza, sull'ordine delle cose. Questo dialogo notturno funge da base per le discussioni più approfondite che seguono e chiarisce la divisione dei ruoli all'interno dei due libri. Licenzio sostiene che tutto ha un ordine, poiché nulla accade senza una causa. Trigezio è indeciso e vuole soppesare con attenzione gli argomenti da esporre: per questo, gli viene affidato il ruolo di mediatore nel corso del libro. La posizione di Agostino è difficile da distinguere all'inizio del libro, poiché egli, in quanto maestro dei suoi due amici, assume il ruolo di maieuta e dirige la discussione.

#### Il secondo dialogo
La seconda discussione, che si svolge il giorno successivo a quella notturna, serve a consolidare e approfondire le posizioni esaminate il giorno precedente. Si parte da un elogio di Agostino:
(Trelenberg (2009), p. 25 (cap. XXVII))
Agostino, Licenzio e Trigezio tentano una prima definizione dell'ordine in quanto tale. Licenzio, difensore dell'ordine, lo definisce come segue:
(Trelenberg (2009), p. 27 (cap. XXVIII))
Sebbene questa definizione venga esaminata a grandi linee nella conversazione, essa non viene precisata e continuata fino alla terza conversazione, che si trova nel secondo libro. La parte principale del secondo dialogo consiste nella definizione delle virtù della conoscenza, in particolare della filosofia. La digressione è innescata dalla contesa dei due studenti con il favore di Agostino. In un'interiezione, Agostino descrive in modo lacrimevole la vanitas (vanità) come il più grande male della conoscenza e implora urgentemente i suoi studenti di mettere la bellezza del sapere e la ricerca della verità al primo posto nei loro sforzi accademici.
Un'ulteriore digressione rispetto alla definizione di ordine è la comparsa di santa Monica, la madre di Agostino. Su richiesta della madre di non includere la sua comparsa nell'opera, Agostino si sente costretto a pronunciare un discorso a favore dell'uguaglianza insolito per il suo tempo. In questo monologo di molte pagine, Agostino chiarisce che anche l'insolita menzione di una donna nel discorso filosofico è appropriata, a condizione che essa ami la sapienza e quindi la filosofia. Riferendosi alla reticenza delle donne nella filosofia, Agostino afferma:
(Trelenberg (2009), p. 32 (cap. XXXI))
Monica rappresenta l'incontro della saggezza cristiana con la sapienza classica. Interviene soltanto una volta nella disputa, ma cade in un non senso, di cui lo stesso Trigezio la convince (2, 7, 22-23).

### Il secondo libro
Il terzo dialogo si svolge qualche giorno dopo in un prato vicino alla tenuta. Oltre ai personaggi di Agostino, Licenzio e Trigezio che sono apparsi finora, partecipano anche la madre di Agostino e il suo amico Alipio. Questi interviene a sostenere i due giovani iniziati (2, 3, 8-10) e nel complimento finale per lo scolarca (2, 20, 53).
In base alla definizione di Licenzio:
Agostino e i suoi studenti spiegano le sottigliezze dell'ordine, cercano di creare un quadro olistico e di armonizzarlo con Dio. Nel fare ciò, Agostino e i suoi studenti utilizzano varie domande per lavorare sull'ordine delle cose e sull'ordine del tutto. I passi necessari a questo scopo, insieme alle rispettive realizzazioni, sono presentati di seguito:
| Domanda     | Anche Dio è soggetto all'ordine?[12][13]                                                                          |
| Tesi        | Dove tutto è buono [...], non c'è ordine, perché dove c'è suprema uguaglianza [...] non c'è bisogno di ordine[13] |
| Conclusione | Poiché Dio è buono, tutto [...] ciò che è con Dio [...] e Dio stesso non è soggetto all'ordine.[14]               |
| Domanda     | Che cos'è l'essere con Dio[15]                                                                                                |
| Tesi        | Lo spirito è con Dio. La memoria è con il corpo, mentre la mente e i pensieri sono liberi e non soggetti ad alcun ordine.[16] |
| Conclusione | Tutto [...] ciò che è riconosciuto [...] è con Dio.[17]                                                                       |
| Domanda     | Se ogni cos a[...] che viene riconosciuta [...] è con Dio, la follia è con Dio quando viene riconosciuta?[18]         |
| Tesi        | La follia descrive l'atto di non riconoscere[19]                                                                      |
| Conclusione | Come le tenebre, che non possono essere viste, anche la follia non può essere riconosciuta e quindi non è con Dio[19] |
La questione della follia e della vita degli stolti consente di passare dall'ordine semplice delle cose, che segue il principio di causalità, all'ordine della totalità, che Agostino chiama anche "ordine ignoto nascosto". Questo postula che tutte le azioni, per quanto abominevoli, seguano un ordine interiore, divinamente stabilito, che l'uomo spesso non è in grado di riconoscere. Nella prefazione alla sua opera, sant'Agostino utilizza una metafora per illustrare questo problema, in cui descrive come una singola pietra o una piccola sezione di un mosaico appaia disorganizzata. Solo quando si guarda la totalità di tutte le pietre da lontano, "dalle varie piccole pietre emerge un insieme adeguato di un'unica mirabile bellezza". Similmente, l'ordine della totalità può essere riconosciuto dall'uomo solo se alza lo sguardo dal singolo caso per vederlo nel contesto del mondo.
Questa consapevolezza conduce Agostino a rivolgere le sue parole a coloro che non vogliono accettare l'ordine divinamente rivelato, a causa dell'ingiustizia e della disuguaglianza (cfr. teodicea):
(Trelenberg (2009), p. 51 (cap. XV).)
Alla conclusione del terzo dialogo, Agostino spiega anche la sua concezione del compito della filosofia, che consiste nell'insegnare "l'origine ultima di tutte le cose, il principio dei principi [...] [e] il significato più profondo". Nel contesto del libro e della conversazione, ciò corrisponde anche alla ricerca dell'ordine della totalità, che Agostino classifica così come compito della filosofia in quanto scienza piuttosto che in quanto dottrina di fede.

#### Il quarto dialogo
Il quarto dialogo si svolge nello stesso giorno del terzo. Tuttavia, a causa di un cambiamento del tempo, Agostino e i suoi compagni si ritirano in casa, dove completano la definizione di ordine stabilita da Licenzio nel secondo dialogo. Partendo dal contenuto del secondo dialogo, la conclusione è che nulla può accadere al di fuori dell'ordine:
| Premessa: L'ordine è il mezzo con cui Dio fa ogni cosa.[24]      |
| Premessa: Non c'è nulla che non sia fatto da Dio.[24][25]        |
| Conclusione: nulla può essere fatto al di fuori dell'ordine.[26] |

## Edizioni
- Augustinus: Die Ordnung (De Ordine). Übertragen von Carl Johann Perl. Ferdinand Schöningh, Paderborn 1966.